# Evansville (Wyoming)
Evansville és una població dels Estats Units a l'estat de Wyoming. Segons el cens del 2000 tenia 2.255 habitants.

## Demografia
Segons el cens del 2000, Evansville tenia 2.255 habitants, 848 habitatges, i 561 famílies. La densitat de població era de 340,1 habitants/km².
Dels 848 habitatges en un 39,2% hi vivien nens de menys de 18 anys, en un 41,3% hi vivien parelles casades, en un 17,9% dones solteres, i en un 33,8% no eren unitats familiars. En el 25,8% dels habitatges hi vivien persones soles el 6,7% de les quals corresponia a persones de 65 anys o més que vivien soles. El nombre mitjà de persones vivint en cada habitatge era de 2,66 i el nombre mitjà de persones que vivien en cada família era de 3,15.
Per edats la població es repartia de la següent manera: un 32,1% tenia menys de 18 anys, un 13,7% entre 18 i 24, un 28,6% entre 25 i 44, un 18,4% de 45 a 60 i un 7,2% 65 anys o més.
L'edat mediana era de 27 anys. Per cada 100 dones de 18 o més anys hi havia 88,9 homes.
La renda mediana per habitatge era de 25.375 $ i la renda mediana per família de 28.603 $. Els homes tenien una renda mediana de 26.536 $ mentre que les dones 17.981 $. La renda per capita de la població era d'11.657 $. Entorn del 21,4% de les famílies i el 25,9% de la població estaven per davall del llindar de pobresa.

## Poblacions més properes
El següent diagrama mostra les poblacions més properes.